# Хлебников, Николай Иванович
Никола́й Ива́нович Хле́бников (1840—1880) — российский юрист и педагог; профессор Киевского университета; доктор права.

## Биография
Родился 5 (17) октября 1840 года в Ветлужском уезде Костромской губернии. Отец Хлебникова, мещанин города Царёвосанчурска, Вятской губернии, всю свою жизнь служивший по откупам, был человеком любознательным и увлекался историей Карамзина, из которой знал наизусть целые страницы. Один из дядей (брат матери), студент Ярославского Демидовского лицея, выучил Хлебникова русской грамоте. До двенадцати лет он прилежно учился сначала в сельской школе, неподалёку от Царёвосанчурска, затем в Яранском и Пензенском уездных училищах.
В 1852 году Пензенское уездное училище посетил Антропов, инспектор казенных училищ Казанского учебного округа, в район которого входила в то время и Пензенская губерния. На экзамене, придираясь к ответам Хлебникова, Антропов нашел его знания недостаточными и настоял на том, чтобы его оставили на другой год во втором классе. Эта несправедливость так сильно подействовала на мальчика, бывшего благонравным и толковым учеником, что он вышел из училища и поступил на службу по откупной части. Служа «подвальным» в городах Чембаре и Саранске (Пензенской губернии), Хлебников перечитал почти всё, что можно было найти в библиотеках этих уездных городков. Страсть к чтению, жажда учения и религиозность так развились в нем за это время, что он заявил отцу о невозможности продолжать службу и о своем намерении поступить в гимназию. Средства были скудны, мальчику уже минуло 16 лет, а он не знал даже азбуки иностранных языков, и потому казалось весьма затруднительным вновь приняться за прерванное учение, но преподаватель Пензенского дворянского института В. Х. Хохряков, заметив исключительные способности Хлебникова, в полгода подготовил его в 4-й класс гимназии.
В 1860 году Н. И. Хлебников поступил на юридический факультет Московского университета. В 1865 году окончил курс кандидатом прав и получил место учителя истории в Могилёвской гимназии.
В 1869 году защитил в Московском университете диссертацию «О влиянии общества на организацию государства в царский период русской истории» на степень магистра государственного права и получил в Варшавском университете кафедру по этому предмету; защитив затем в 1872 году в Киевском университете диссертацию на степень доктора права. С 1877 года до самой смерти он занимал в университете города Киева кафедру энциклопедии и философии права.
В своих трудах он страстно проповедовал против учений материализма и социализма, во имя своего религиозно-нравственного идеала.
Умер 14 (26) июня 1880 года в Киеве.

В конце XIX — начале XX века доктор русской истории Д. А. Корсаков, на страницах «Русского биографического словаря», дал следующую оценку историческим трудам Хлебникова:
… типичный представитель даровитых русских самоучек, отличается в своих трудах всеми присущими им достоинствами и недостатками. Его учёно-литературные произведения несомненно доказывают большую умственную даровитость, но вместе с тем носят на себе печать отсутствия серьезной научной школы. Ум Хлебникова — по преимуществу ум синтетический, широко обнимающий вопросы и обобщающий, но лишённый своевременной и строгой научной подготовки, не имеет возможности должным образом ориентироваться в фактах. Работы его отличаются широкими задачами, обширными планами, ненужными отступлениями и не осуществляются им на деле; он мало доказывает в своих учёно-литературных трудах, но высказывает очень много весьма дельных мыслей, которые могут принести большую пользу, будучи разработаны научно.

## Избранная библиография
- О влиянии общества на организацию государства в царский период русской истории — СПб., 1869.
- Общество и государство в до-монгольский период русской истории — СПб., 1872.
- Право и государство в их обоюдных отношениях. Исследование о происхождении, сущности, основных началах и способах развития цивилизации вообще — Варшава, 1874.
- «Исследования и характеристики» («Киевские университские известия», 1878 г., № 1, 2, 4, 6, 7, 8, и отд. изд., Киев, 1879)
- 4 рецензии помещенные в «Киевских Университетских Известиях» (1879, № 11, 12, 1880, № 1, 3).